# Andrea Petković
Andrea Petković (sr. Андреа Петковић, ur. 9 września 1987 w Tuzli) – niemiecka tenisistka pochodzenia serbskiego, najwyżej sklasyfikowana w rankingu na 9. miejscu, zaś w deblu na 46. miejscu. Jej trenerem jest Eric van Harpen. Dotychczas w grze pojedynczej wygrała sześć turniejów WTA – w Bad Gastein (2009 i 2014), w Strasburgu (2011), w Charleston i Sofii (2014) oraz w Antwerpii (2015). Dotarła również do półfinału French Open 2014 w grze pojedynczej. Zwyciężyła także w jednym turnieju WTA w grze podwójnej w Chicago (2021). Ośmiokrotnie triumfowała w imprezach ITF. Reprezentantka kraju w Pucharze Federacji.

## Życie prywatne
Andrea Petković urodziła się w Tuzli w serbskiej rodzinie. Zaczęła grać w tenisa w wieku 6 lat. Jej ojciec i zarazem pierwszy trener, Zoran Petković, był zawodowym tenisistą i reprezentantem Jugosławii w Pucharze Davisa.
Poza tenisem, Andrea uwielbia czytać. Jej ulubionymi pisarzami są Goethe i Wilde. Jej matka, Amira, jest z zawodu pomocą dentystyczną, zaś siostra Anja studiuje. Andrea ukończyła szkołę średnią w 2006 roku. Od 2008 roku studiuje politologię na uniwersytecie FernUniversität Hagen.
Andrea Petković, po ośmiu latach życia w Niemczech, w 2001 roku przyjęła niemieckie obywatelstwo. Zna języki: serbski, niemiecki, angielski oraz francuski. Na początku kariery zawodowej pisała dla gazety Frankfurter Allgemeine Zeitung pamiętnik o jej życiu zawodniczym.

## Kariera

### Kariera juniorska
Petković zaczynała swoją karierę juniorską, podczas turniejów w Niemczech. Już w pierwszym roku występów, 2001, doszła do finału turnieju w holenderskim Leidschendam-Voorburg. Przegrała w nim z Tatianą Uwarową. W juniorskim Wielkim Szlemie zadebiutowała rok później, podczas US Open, kiedy odpadła w drugiej rundzie, po przegranej z Mariją Kirilenko, późniejszą zwyciężczynią.
W 2002 wygrała turniej Dutch Junior Open w Castricum (w finale pokonała Katerynę Bondarenko) oraz doszła do finału Eravis Epitok Cup w Budapeszcie. W grudniu odpadła w 1. rundzie Orange Bowl, po przegranej z Katherine Baker.
Podczas Australian Open 2003 doszła do 1/8 finału gry pojedynczej. W deblu, w parze z Tatjaną Malek, przegrały w drugiej rundzie z Mădăliną Gojneą i Eden Maramą. W kwietniu odpadła w ćwierćfinale międzynarodowych mistrzostw Chorwacji w Umag. W rankingu ITF z 25 listopada została sklasyfikowana na 39. miejscu w klasyfikacji gry singlowej, najwyższym w karierze.

### 2002–2004
Pierwszym turniejem seniorskim, w jakim zagrała Petković, była impreza WTA w Hamburgu. Przegrała tam w pierwszej rundzie kwalifikacji z Claudią Kardys. Pod koniec września, w Lipsku, odpadła w 1. rundzie eliminacji.
Rok 2003 rozpoczęła turniejem w Buchen, gdzie otrzymała „dziką kartę” od organizatorów. W pierwszej rundzie wygrała z Anną-Leną Grönefeld, zaś w drugiej została pokonana przez Leslie Butkiewicz. W sierpniu, w Hechingen, gdzie wystąpiła dzięki „dzikiej karcie”, odpadła w I rundzie z Elise Tamaëlą.
W lutym 2004 doszła do 1/4 finału w Buchen, a w maju wygrała w turnieju w Antalyi, wcześniej przechodząc przez eliminacje. W finale pokonała Katerynę Awdijenko. Miesiąc później triumfowała w Podgoricy, zarówno w grze pojedynczej, jak i w grze podwójnej (w parze z Sofią Awakową). Pod koniec czerwca, w Stuttgarcie, przegrała w pierwszej rundzie z turniejową „jedynką”, Sandrą Klösel. W Darmstadt odpadła w ćwierćfinale, a w Zwevegem w 1. rundzie. Tydzień później przegrała w eliminacjach do turnieju w Pétange.
Pod koniec sierpnia odpadła w drugiej rundzie w Bielefeld. Tydzień później, w pierwszej rundzie kwalifikacji do turnieju w Mestre pokonała Joannę Sakowicz, by w drugiej przegrać z Nadją Pavić. We wrześniowej imprezie w Denain, po przejściu eliminacji, doszła do 2. rundy. Została pokonana przez Pauline Parmentier. Miesiąc później, w Deauville, odpadła w drugiej rundzie.

### 2005
Na początku 2005 odpadła w pierwszej rundzie eliminacji w Redbridge. W marcu przegrała w 1. rundzie w Buchen. Pod koniec maja, podczas J&S Cup w Warszawie, zadebiutowała w cyklu WTA. Odpadła w pierwszej fazie eliminacji z Carą Black w trzech setach (7:5, 3:6, 3:6). Dzięki „dzikiej karcie” wystąpiła w eliminacjach do turnieju Qatar Telecom German Open w Berlinie. Została pokonana w pierwszym meczu, przez Kvetę Peschke. Tydzień później, w Antalyi, odpadła w pierwszej rundzie.
W kwalifikacjach do turnieju w Zagrzebiu przegrała w II rundzie z Angelique Kerber. Pod koniec czerwca triumfowała w Davos, pokonując w finale Janette Bejlkovą 6:4, 6:2. Wygrała również w grze podwójnej, w parze z Zuzaną Hejdovą. Następnie przegrała w drugiej rundzie w Stuttgarcie oraz w półfinale w Darmstadt. Dwa tygodnie później, w Pétange, odpadła w trzeciej rundzie kwalifikacji. W sierpniowym turnieju w Hechingen została pokonana w 2. rundzie z Tatjaną Malek. Następnie triumfowała w ITF-ie w holenderskim Alphen aan den Rijn. W finale wygrała z Evą Perą w dwóch setach: 7:5, 7:5. We wrześniu odpadła w eliminacjach do turniejów w Portorożu, Luksemburgu i w Filderstadt. W Joué-lès-Tours, po przejściu eliminacji, przegrała w pierwszym meczu. Następnie nie zdołała przejść kwalifikacji w Saint-Raphaël i Pradze.

### 2006
Jako profesjonalistka zadebiutowała w turnieju WTA w Berlinie, przegrywając w drugiej fazie eliminacji z Jeleną Wiesniną. Dwa tygodnie później, w Campobasso, przegrała w pierwszej rundzie z Alisą Klejbanową. W Prościejowie nie przeszła kwalifikacji – została pokonana przez Andreę Hlaváčkovą. W Stuttgarcie odpadła w 1/2 finału, a w Rzymie w ćwierćfinale.
Odpadła w ostatniej fazie eliminacji do turnieju w Petange o puli nagród wynoszącej 50 tysięcy dolarów. Tydzień później, po wygraniu trzech meczów kwalifikacyjnych awansowała do turnieju głównego w Baden-Baden. W pierwszej rundzie wygrała z Kathrin Wörle, zaś w drugiej została pokonana przez Kateřinę Böhmovą. W Hechingen odpadła w 1/8 finału gry pojedynczej, a w parze z Tatjaną Malek zostały pokonane w półfinale debla. W Alphen aan den Rijn (grając jako kwalifikantka) nie zdołała obronić tytułu – przegrała w finale z Mariną Erakovic 6:4, 2:6, 5:7. Została zwyciężczynią turnieju w Sofii z pulą nagród 25 tys. dolarów. W finale pokonała Simonę Matei wynikiem 7:5, 7:5.
W eliminacjach do Porsche Tennis Grand Prix w Stuttgarcie odpadła w pierwszej rundzie, po przegranej z Sybille Bammer. Podczas ITF-u w Jersey została pokonana w 2. rundzie, a w turnieju tej samej rangi w Glasgow przegrała w ćwierćfinale. Pod koniec października w Hasselt, podczas Gaz de France Stars, nie zdołała przejść eliminacji, lecz zagrała w turnieju głównym jako „lucky loser”. Przegrała w pierwszej rundzie z Aną Ivanović.

### 2007

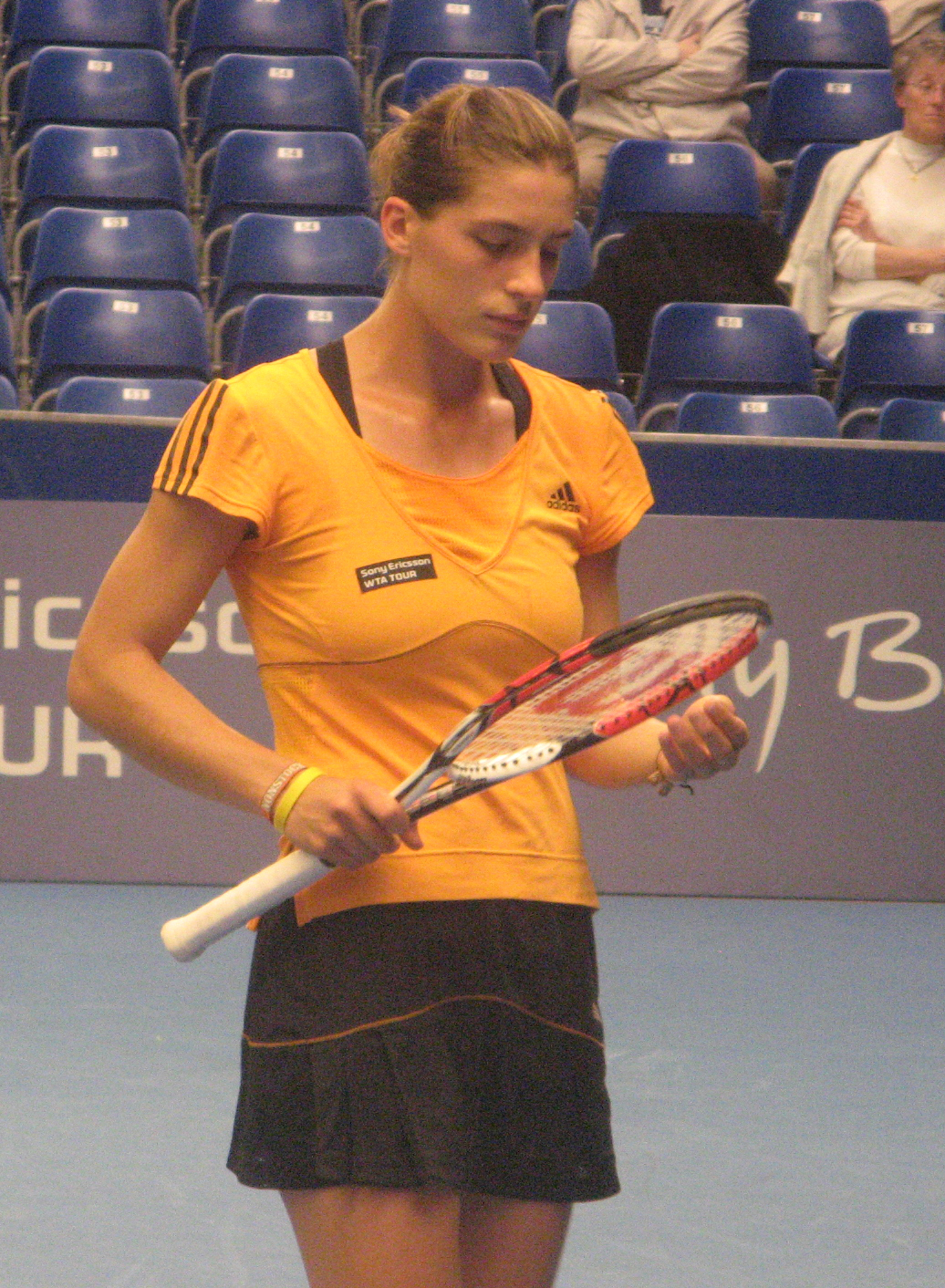
Petković podczas turnieju w Luksemburgu (2007)

W pierwszym występie w 2007, w turnieju ITF w Tampa, Petković doszła do półfinału. Tydzień później, w Fort Walton Beach, została pokonana w pierwszej rundzie przez Melanie Oudin. W Belfort przegrała w 1/2 finału, a podczas zawodów w Tipton w 1. rundzie.
Pod koniec lutego w eliminacjach do turnieju Qatar Total Open, po pokonaniu Martiny Gregorić oraz Anastasiji Rodionowej doszła do decydującej fazy, gdzie przegrała z Ágnes Szávay. W zawodach w Las Palmas de Gran Canaria odpadła w półfinale, zaś w imprezie na Teneryfie w drugiej rundzie. Przegrała w I rundzie w Civitavecchia z Darją Kustawą. W Torrent doszła do finału, gdzie pokonała ją Raluca Olaru.
Po wygranych z Jarosławą Szwiedową i Margalitą Czachnaszwili udanie przeszła eliminacje do turnieju Qatar Total Open w Berlinie. W pierwszej rundzie turnieju głównego przegrała z Peng Shuai 3:6, 5:7.
W pierwszej rundzie eliminacji do wielkoszlemowego French Open pokonała Andreę Hlaváčkovą. W drugiej wygrała z Ahshą Rolle, a w trzeciej z Emmą Laine. Udział w turnieju głównym rozpoczęła od pokonania Jarmili Gajdosovej. W 2. rundzie przegrała z Marion Bartoli 6:0, 2:6, 3:6. Miesiąc później, w Padwie odpadła w drugiej rundzie, po przegranej z Magdą Mihalache.
Podczas kwalifikacji do Wimbledonu została pokonana w pierwszej fazie przez Erikę Takao. Na kortach ziemnym we włoskim Cuneo odpadła w ćwierćfinale. Wygrała turniej w Contrexéville pokonując w finale Ksieniję Mileuską. Po przegranej w pierwszym meczu w Petange, po raz pierwszy w karierze awansowała do pierwszej setki rankingu – na 100. miejsce.
W Nordea Nordic Light Open przegrała w 1. rundzie z Émilie Loit. Na US Open doszła do II rundy, gdzie została pokonana przez Lucie Šafářovą. W Bordeaux, po pokonaniu Caroline Maes i Stéphanie Foretz, odpadła w ćwierćfinale. Przegrała w eliminacjach do FORTIS Championships Luxembourg w Luksemburgu i Kremlin Cup w Moskwie. W październiku odpadła w 1. rundzie w Saint-Raphaël i w Bratysławie oraz w 1/4 finału w Poitiers.

### 2008
Rok 2008 rozpoczęła w Gold Coast. Odpadła w drugiej rundzie eliminacji (w pierwszej miała „wolny los”), po przegranej z Timeą Bacsinszky. W pierwszej rundzie Australian Open, podczas meczu z Anną Czakwetadze, Petković doznała urazu wiązadła krzyżowego kręgu szczytowego, przez co zmuszona była skreczować w pierwszym gemie.
Przez kontuzję Niemka zmuszona była do pauzowania przez 8 miesięcy i spadła w rankingu na 465. miejsce.
Powróciła na korty we wrześniu, podczas turnieju w Mariborze. Odpadła w ćwierćfinale, przegrywając z Katalin Marosi. Dwa tygodnie później, w imprezie w Mestre, po przejściu eliminacji w 1. rundzie przegrała z Petrą Martić. Podczas zawodów w Shrewsbury została pokonana w pierwszym meczu przez Kristinę Barrois. W pierwszej rundzie eliminacji do Porsche Tennis Grand Prix w Stuttgarcie przegrała z Julianą Fedak 1:6, 6:7(2). We włoskim Urtijëi w pierwszej rundzie pokonała Jarosławę Szwiedową, a w drugiej rundzie przegrała z późniejszą zwyciężczynią, Marą Santangelo. Odpadła w drugiej rundzie kwalifikacji do zawodów w Luksemburgu, przegrywając ze Stephanie Gehrlein. Tydzień później, startując jako kwalifikantka, wygrała turniej w Stambule. W dwóch pozostałych występach – w Ismaning i w Odense – odpadła w 1. rundzie.

### 2009
Pierwszym turniejem Petković w 2009 roku był Australian Open, w którym zagrała dzięki zamrożonemu rankingowi. W pierwszej rundzie jej przeciwniczka, Kathrin Wörle skreczowała przy stanie 4:0 w trzecim secie. W kolejnej rundzie przegrała z Alizé Cornet. Po przejściu eliminacji doszła do 1/4 finału w Belfort, gdzie zeszła z kortu w meczu z Lucie Hradecką. W Biberach, startując dzięki „dzikiej karcie” od organizatorów, odpadła w ćwierćfinale.
Nie udało się jej przejść kwalifikacji do BNP Paribas Open i Sony Ericsson Open, odpadając odpowiednio w drugiej i pierwszej rundzie. W turniejach ITF w Latinie i Civitavecchii przegrała w finale. Po przejściu eliminacji, została pokonana w 1. rundzie Porsche Tennis Grand Prix przez Swietłanę Kuzniecową. Tydzień później odniosła zwycięstwo w zawodach w Bukareszcie, pokonując w meczu finałowym Stefanie Vögele.
W eliminacjach do French Open przegrała w pierwszej fazie z Jekatieriną Makarową. W półfinale w Marsylii została pokonana przez późniejszą zwyciężczynię, Ralucą Olaru. Doszła do 2. rundy kwalifikacji do Wimbledonu, gdzie przegrała z Kristína Kučovą. Podczas Gaz de France Budapest Grand Prix w Budapeszcie odpadła w I rundzie.
Pod koniec lipca wygrała swój pierwszy turniej WTA – w Bad Gastein. Pokonała tam W pierwszej rundzie pokonała Sandrę Kloesel, a w drugiej Ivetę Benešovą. W ćwierćfinale wygrała z Anną-Leną Grönefeld, a w 1/2 finału Jarosławę Szwiedową. W meczu finałowym pokonała Ralucę Olaru. W parze z Tatjaną Malek doszła do finału gry podwójnej, gdzie przegrały z Andreą Hlavackovą i Lucie Hradecką. Tydzień później doszła do półfinału Istanbul Cup, gdzie przegrała z Hradecką.

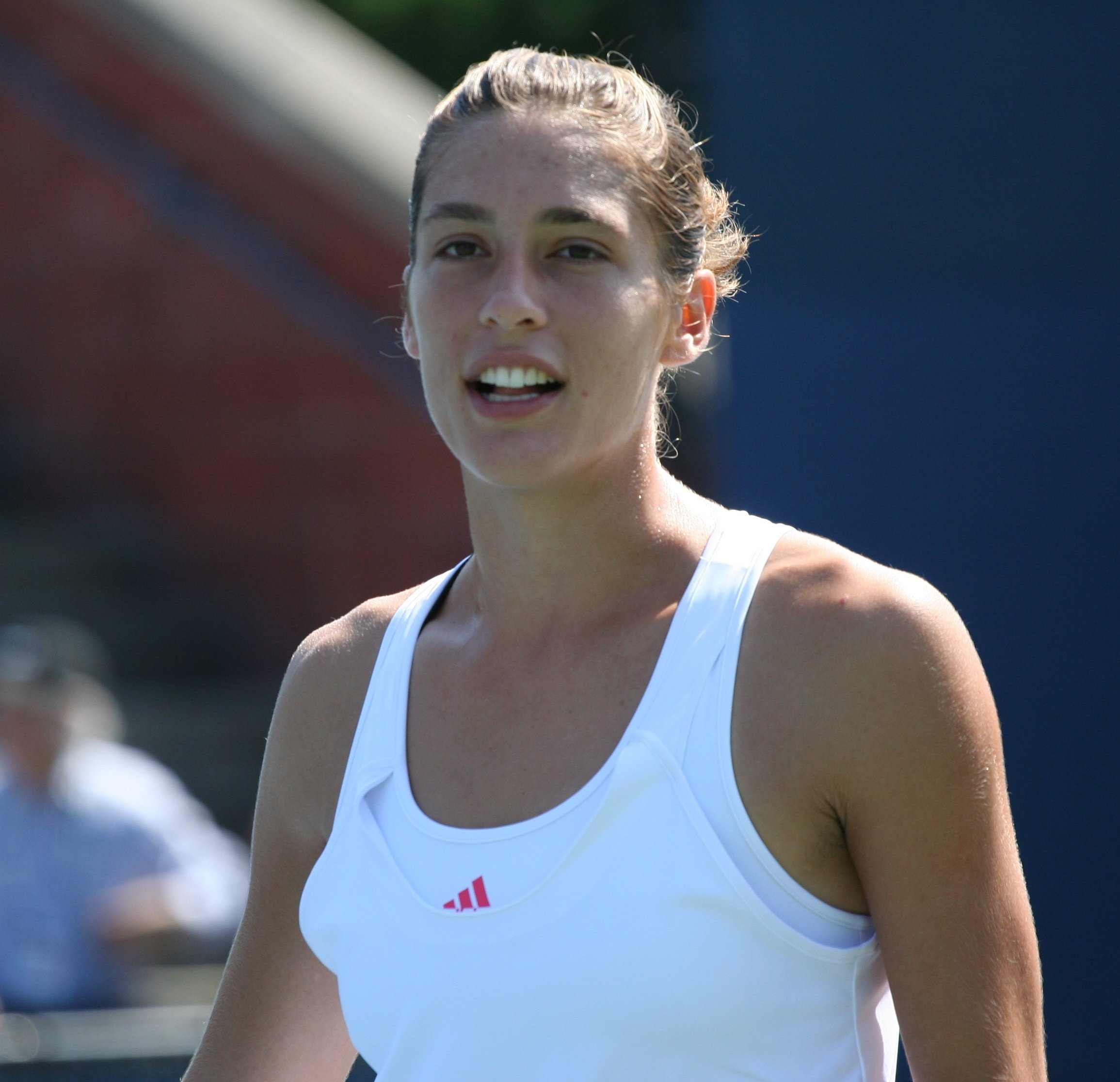
Petković podczas US Open 2009

W New Haven przegrała w 1. rundzie z Witaliją Djaczenko. W US Open i w Seulu odpadła po pierwszym meczu. Po przejściu eliminacji do Toray Pan Pacific Open w Tokio doszła do trzeciej rundy, gdzie przegrała z Agnieszką Radwańską.
W turniejach w Pekinie, w Linzu oraz w Moskwie przegrywała w pierwszych rundach.

### 2010
Pierwszym turniejem Petković w 2010 roku był turniej Brisbane International. Doszła tam do półfinału, pokonując po drodze Ivetę Benešovą, Vanię King oraz Danielę Hantuchovą. Przegrała ze zwyciężczynią całej imprezy, Kim Clijsters 4:6, 2:6. Po tym turnieju zadebiutowała w pierwszej „50” rankingu – na 49. miejscu. W pierwszej rundzie Australian Open pokonała kwalifikantkę, Renatę Voráčovą. W drugiej rundzie została pokonana przez Suárez Navarro 1:6, 4:6.
Na początku lutego doszła do ćwierćfinału Open GDF Suez w Paryżu. Po pokonaniu Katariny Srebotnik i Aravane Rezaï, przegrała z Jeleną Diemientiewą, późniejszą zwyciężczynią turnieju. W Dubaju odpadła w 2. rundzie, przegrywając z Flavią Pennettą.
W marcu przegrała w pierwszym meczu turnieju głównego BNP Paribas Open w Indian Wells. Podczas Sony Ericsson Open w Miami pokonała najpierw Anastasiję Rodionową, a potem Pennettę. W trzeciej rundzie Petković przegrała z Jarosławą Szwiedową 0:6, 7:5, 5:7.
Sezon na kortach ziemnych rozpoczęła podczas Barcelona Ladies Open w Barcelonie. W grze pojedynczej odpadła w pierwszej rundzie, zaś w grze podwójnej (w parze z Malek) doszła do 1/2 finału. Dwa tygodnie później, w Stuttgarcie, została pokonana w pierwszym meczu przez Ágnes Szávay. W turnieju na rzymskich kortach Foro Italico, po pokonaniu Wiery Duszewiny oraz Petry Kvitovej, w 1/8 finału przegrała z liderką rankingu, Sereną Williams. W madryckim turnieju Mutua Madrileña Madrid Open doszła do trzeciej rundy, gdzie przegrała z późniejszą zwyciężczynią, Aravane Rezaï. Podczas French Open doszła do drugiej rundy. Po pokonaniu Jeleny Wiesniny, przegrała z broniącą tytułu, Swietłaną Kuzniecową 6:4, 5:7, 4:6. Petković w meczu z Kuzniecową nie wykorzystała czterech piłek meczowych.
Na początku czerwca, w Birmingham, odpadła w drugiej rundzie, po przegranej z Anną Czakwetadze 4:6, 4:6. W pierwszej rundzie UNICEF Open w Hertogenbosch, pokonała Petrę Kvitovą, a w drugiej Anę Ivanović. W kolejnych meczach wygrała z kwalifikantką Sandrą Záhlavovą i Kirsten Flipkens. W finale przegrała z Justine Henin 6:3, 4:6, 3:6. Podczas Wimbledonu została pokonana w pierwszej rundzie przez Czakwetadze.
W lipcowym turnieju w Bad Gastein, doszła do drugiej rundy, gdzie przegrała z Alizé Cornet. Tydzień później, w Istanbul Cup, przegrała w 1/2 finału z Jeleną Wiesniną 6:1, 0:6, 6:7(2).
Cykl turniejów US Open Series Petković rozpoczęła w Cincinnati, gdzie po wygranej z Coco Vandeweghe, przegrała z Mariją Szarapową, późniejszą finalistką. W kolejnych dwóch występach, w Montrealu i w New Haven odpadała w pierwszych rundach. W pierwszej rundzie US Open pokonała Nadię Pietrową. W drugiej wygrała z Bethanie Mattek-Sands. Z powodu kontuzji nadgarstka, jej rywalka, Peng Shuai oddała mecz trzeciej rundy walkowerem. W 1/8 finału przegrała z Wierą Zwonariową 1:6, 2:6.
Andrea po każdym wygranym meczu wykonywała specyficzny taniec, nazwany przez kibiców tenisa jako Petkodance.
W październiku doszła do półfinału Generali Ladies Linz, gdzie przegrała z Patty Schnyder 2:6, 6:4, 5:7, nie wykorzystując piłek meczowych w trzecim secie. Tydzień później, w Moskwie została pokonana w drugiej rundzie przez późniejszą triumfatorkę, Wiktoryję Azarankę.

### 2011
Sezon 2011 rozpoczęła podczas Brisbane International. W pierwszej rundzie pokonała Alexandrę Dulgheru. W drugiej wygrała z Jeleną Dokić, zaś w 1/4 finału z Jarmilę Groth. W półfinale zwyciężyła z turniejową „czwórką”, Marion Bartoli. W finale, po 71-minutowym meczu, pokonała ją Petra Kvitová.
Podczas Australian Open Petković w pierwszej rundzie pokonała Jill Craybas, a w drugiej Anne Keothavong. W trzeciej rundzie zagrała z Venus Williams, która skreczowała w drugim gemie z powodu kontuzji pachwiny. W czwartej rundzie pokonała byłą liderkę rankingu WTA, Mariję Szarapową 6:2, 6:3. Szarapowa zdołała obronić piłkę meczową przy stanie 5:1 dla Petković. Przegrała w ćwierćfinale z Li Na 2:6, 4:6.
W pierwszej rundzie Open GDF Suez w Paryżu pokonała Angelique Kerber. W drugiej wygrała z kwalifikantką, Kristíną Kučovą 6:4, 6:2, zaś w ćwierćfinale została pokonana przez Bethanie Mattek-Sands. W Dubaju odpadła w drugiej rundzie, przegrywając z Kaia Kanepi.
W pierwszej rundzie Sony Ericsson Open w Miami miała „wolny los”. W drugiej rundzie pokonała Jamie Hampton, a w trzeciej Ivetę Benešovą. W 1/8 finału wygrała z Caroline Wozniacki 7:5, 3:6, 6:3, zostając pierwszą niemiecką tenisistką od 1999 roku, która pokonała aktualną liderkę rankingu WTA. W ćwierćfinale wygrała z Jeleną Janković 2:6, 6:2, 6:4. Przegrała w półfinale z Mariją Szarapową. W grze podwójnej, startując dzięki „dzikiej karcie”, w parze z Aną Ivanović doszły do ćwierćfinału, gdzie oddały mecz walkowerem. W Stuttgarcie, po wygranych z Tamirą Paszek i Janković, przegrała w 1/4 finału z Wozniacki.

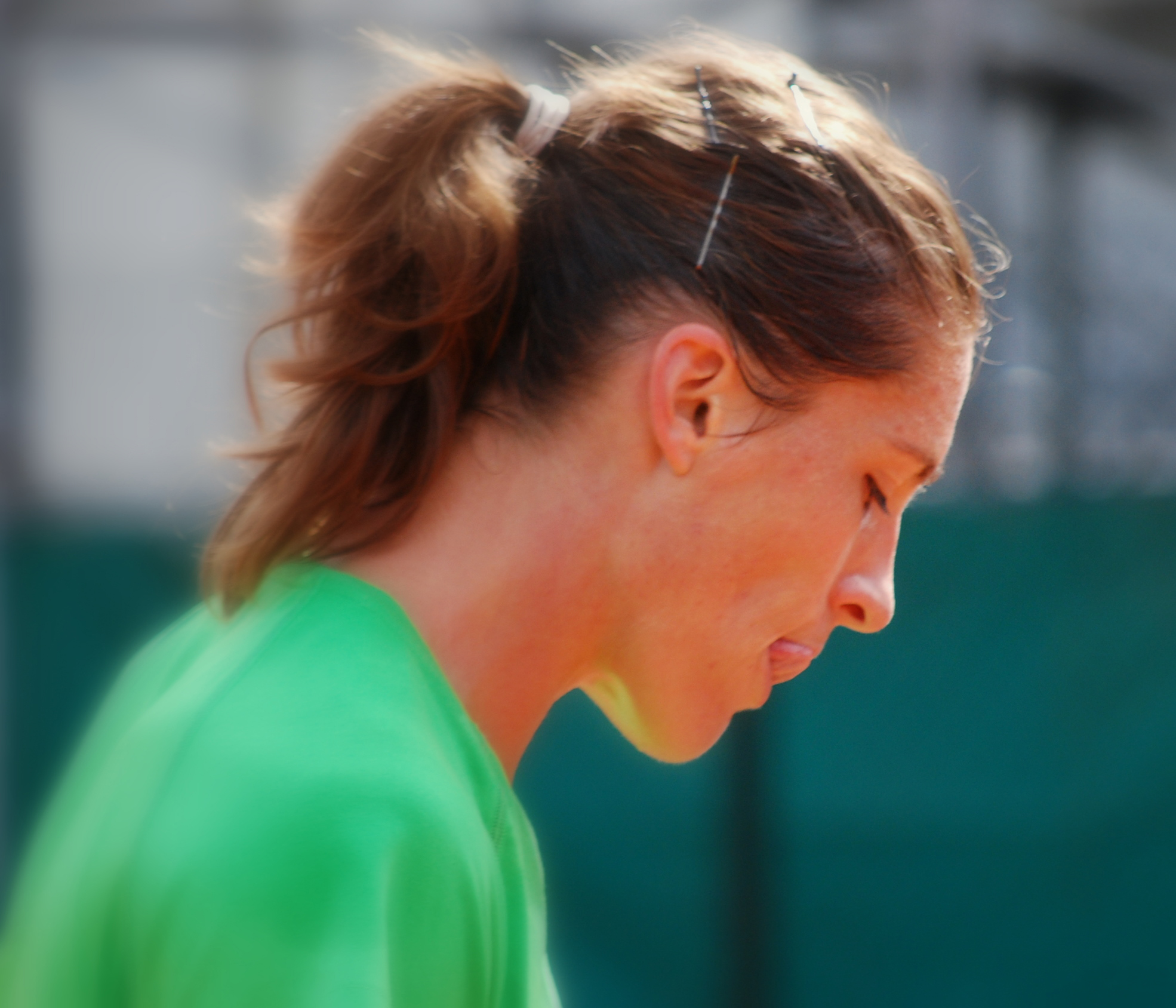
Andrea Petković w trakcie French Open 2011

W turnieju Mutua Madrileña Madrid Open w Madrycie została pokonana w 2. rundzie przez Arantxę Parrę Santonję. Tydzień później, w Rzymie odpadła w II rundzie. Podczas Internationaux de Strasbourg odniosła drugie zwycięstwo turniejowe w karierze. Jej finałowa rywalka, Marion Bartoli, skreczowała przy stanie 6:4, 1:0 dla Petković, z powodu kontuzji uda. W pierwszej rundzie French Open pokonała Bojanę Jovanovski. W drugiej wygrała z Lucie Hradecką, zaś w trzeciej z Jarmilą Gajdošovą. Do ćwierćfinału awansowała po wygranej nad Mariją Kirilenko. W 1/4 finału przegrała z Szarapową.
Podczas AEGON International w Eastbourne została pokonana w pierwszym meczu przez Venus Williams. Na Wimbledonie doszła do trzeciej rundy, gdzie przegrała z Ksieniją Pierwak.
W Mercury Insurance Open w San Diego przegrała w półfinale z Agnieszką Radwańską 6:4, 0:6, 4:6. Po tym turnieju po raz pierwszy awansowała do pierwszej „10” rankingu WTA, stając się tym samym pierwszą Niemką w „dziesiątce” od października 2000 roku (Anke Huber była wówczas 10.). Tydzień później, w Toronto doszła do 1/4 finału, gdzie została pokonana przez Radwańską. W turnieju z cyklu Premier 5 w Cincinnati Petković, jako rozstawiona z numerem 9., doszła do półfinału. Przegrała z Jeleną Janković. Występ na kortach Flushing Meadows rozpoczęła od wygranej z kwalifikantką Jekatieriną Byczkową. Następnie pokonała Zheng Jie (w trzech setach), Robertę Vinci i Carlę Suarez Navarro (w dwóch). W ćwierćfinale przegrała z Wozniacki.
Po ponadmiesięcznej absencji zagrała w turnieju China Open w Pekinie. Tracąc jednego seta osiągnęła finał, pokonując wcześniej m.in. Bartoli i Anastasiję Pawluczenkową. W decydującej rozgrywce, po 2,5-godzinnym pojedynku przegrała z Agnieszką Radwańską. Z powodu kontuzji kolana, jakiej doznała w pierwszym secie meczu z Radwańską, wycofała się z turnieju Generali Ladies Linz w Linzu.

### 2012
Nowy sezon Petković rozpoczęła turniejem w Brisbane, przegrywając w ćwierćfinale z późniejszą zwyciężczynią, Kaią Kanepi. Tydzień później, w Sydney, po wygranej z Pawluczenkową w pierwszej rundzie, w drugiej została pokonana przez Agnieszkę Radwańską. Z powodu kontuzji pleców zrezygnowała z udziału w wielkoszlemowym Australian Open oraz turniejach w Paryżu, Dosze, Dubaju, Indian Wells i Miami.
Petković powróciła pod koniec kwietnia, podczas turnieju w Stuttgarcie. W pierwszym meczu po trzymiesięcznej przerwie pokonała Kristinę Barrois. W drugiej rundzie, w pojedynku z liderką rankingu WTA Wiktoryją Azaranką, skreczowała przy wyniku 2:6, 4:4. W trakcie tego spotkania Petković doznała dwóch kontuzji: prawego kolana oraz prawej kostki. Te urazy spowodowały kolejną kilkumiesięczną przerwę.
Po prawie czterech miesiącach absencji, Petković spadła na 43. miejsce w rankingu. Z tej pozycji wystąpiła w New Haven Open. Po pokonaniu Tímei Babos, w drugim meczu przegrała z Dominiką Cibulkovą. Na US Open odpadła w pierwszej rundzie, podobnie jak w Tokio i Pekinie. Jesienią, na początku października zagrała w turniejach w Linzu i w Luksemburgu, dochodząc odpowiednio do 2. rundy i półfinału. Udało jej się dojść do 1/2 finału w Pune, gdzie przegrała z późniejszą triumfatorką, Eliną Switoliną.

### 2013
Sezon zaczął się dla Niemki bardzo pechowo, ponieważ już w pierwszym meczu Pucharu Hopmana, przeciwko Australijce Ashleigh Barty, uległa kontuzji kolana. Powróciła przy okazji BNP Paribas Open, odpadając w kwalifikacjach gry pojedynczej i w pierwszej rundzie gry podwójnej. W Miami, gdzie wystąpiła z dziką kartą, osiągnęła trzecią rundę. We wcześniejszych spotkaniach pokonała Bojanę Jovanovski 6:3, 6:1 i Marion Bartoli po kreczu przy stanie 6:3, 4:1. W meczu kolejnej rundy przegrała z Ajlą Tomljanović.
W Charleston Niemka pokonała Taylor Townsend i Vanię King, ale pojedynek trzeciej rundy z Caroline Wozniacki oddała walkowerem z powodu kontuzji łydki. W Stuttgarcie przegrała w pierwszej rundzie gry pojedynczej i półfinale debla. Do French Open nie zdołała się zakwalifikować. W grze podwójnej przegrała w pierwszym meczu. W połowie czerwca dotarła do finału turnieju w Norymberdze. W ostatnim meczu uległa Simonie Halep 3:6, 3:6. Na Wimbledonie, gdzie występowała z dziką kartą, awansowała do drugiej rundy. Także w deblu wygrała jedno spotkanie.
W lipcu Niemka wystąpiła w Bad Gastein, ale przegrała w swoim pierwszym meczu z Petrą Martić. Okres US Open Series rozpoczęła od awansu do finału zawodów w Waszyngtonie, gdzie uległa w finale Magdalénie Rybárikovej 4:6, 6:7(2). W Cincinnati, gdzie uzyskała awans do turnieju głównego poprzez udział w kwalifikacjach, pokonała w pierwszym meczu Danielę Hantuchovą. W kolejnej rundzie nie sprostała Robercie Vinci. W deblu zanotowała ćwierćfinał. Na US Open nie wygrała meczu singlowego i deblowego.
W Seulu rozstawiona Petković przegrała w pierwszej rundzie z Francescą Schiavone w trzech setach. W Tokio w drugiej rundzie nie sprostała Simonie Halep. W zawodach WTA Premier Mandatory w Pekinie pokonała wiceliderkę rankingu singlowego Wiktoryję Azarankę oraz Swietłanę Kuzniecową. W kolejnym spotkaniu nie wygrała z Lucie Šafářovą. W Linzu wygrała po jednym meczu singlowym i deblowym. Sezon zakończyła drugą rundą w Luksemburgu – porażką z Karin Knapp 5:7, 5:7.

### 2014
Andrea Petković rozpoczęła sezon 2014 od drugiej rundy w Brisbane, w której przegrała z Sereną Williams 4:6, 4:6. NA Australian Open zanotowała pierwszą rundę gry pojedynczej i drugą gry podwójnej. W Paryżu Niemka osiągnęła ćwierćfinał, przegrywając w nim z Alizé Cornet. W Dosze w pierwszym meczu nie sprostała Yaninie Wickmayer.
Turniej w Indian Wells Niemka zakończyła bez zwycięstwa w singlu i deblu. W Miami doszła do drugiej rundy gry pojedynczej. W Charleston Petković zwyciężyła w konkurencji singla, odnosząc kolejny triumf po prawie trzech latach przerwy. W meczu finałowym wygrała z Janą Čepelovą 7:5, 6:2.
W Stuttgarcie i Madrycie przegrała w swoich pierwszych meczach. W Rzymie wygrała mecz singlowy, aby w drugiej rundzie ulec Serenie Williams. W Strasburgu odpadła w ćwierćfinale z późniejszą triumfatorką, Móniką Puig. Na French Open Petković awansowała do półfinału gry pojedynczej, w którym przegrała z Simoną Halep 2:6, 6:7(4). W grze podwójnej zaszła do trzeciej rundy.
Okres gry na nawierzchni trawiastej rozpoczęła od drugiej rundy w ’s-Hertogenbosch. Na Wimbledonie w trzeciej rundzie nie sprostała Eugenie Bouchard. W grze podwójnej w parze z Magdaléną Rybárikovą osiągnęła półfinał.
W lipcu Niemka odniosła kolejne turniejowe zwycięstwo w grze pojedynczej – na ceglanych kortach w Bad Gastein pokonała w finale Shelby Rogers wynikiem 6:3, 6:3.

### Puchar Federacji
W Pucharze Federacji Petković zadebiutowała w 2007 roku, podczas meczu Niemcy – Chorwacja w ćwierćfinale drugiej Grupy Światowej. Zagrała wówczas w grze podwójnej, partnerując Tatjanie Malek, wygrały z parą Kostanić Tošić i Ančić. Niemki pokonały Chorwatki 4:1. Następny raz w barwach Niemiec zagrała w 2010, w ćwierćfinale Grupy Światowej, z reprezentacją Czech, przegrywając obydwa mecze singlowe. W kwietniu, w pojedynku z Francuzkami w play-offach o utrzymanie się w Grupie Światowej, zdobyła dwa punkty w grze pojedynczej (po wygranych z Pauline Parmentier i Rezai).
Podczas 1/4 finału Grupy Światowej II w 2011, Niemcy – Słowenia, rozgrywanym w Mariborze, zdobyła dwa punkty, wygrywając z Masą Zec Peskirić i Poloną Hercog. Niemki wygrały 4:1. W meczu o awans z Amerykankami, wygranym przez Niemcy 5:0, wygrała dwa pojedynki: z Christiną McHale i duetem Melanie Oudin.
W 2012 roku w fazie play-off o Grupę Światową brała udział w przegranej przez Niemcy 2:3 konfrontacji z Australią. W spotkaniu z Samanthą Stosur przegrała 4:6, 1:6. Wygrała pojedynek deblowy.
W sezonie 2014 uczestniczyła w wygranych 3:1 meczach przeciw Słowacji i Australii. W pojedynku ćwierćfinałowym pokonała Dominikę Cibulkovą 2:6, 7:6(7), 6:2, a w półfinale zwyciężyła z Samanthą Stosur 6:1, 7:6(7).
Łącznie w reprezentacji rozegrała dotychczas 14 meczów, 11 w grze pojedynczej i 3 w grze podwójnej. Wygrała 10 pojedynków, zaś przegrała 4.

## Historia występów wielkoszlemowych
Legenda
     W, wygrany turniej
     F, przegrana w finale
     SF, przegrana w półfinale
     QF, przegrana w ćwierćfinale
     xR, przegrana w x rundzie
     Qx, przegrana w x rundzie kwalifikacji
     A, brak startu

### Występy w grze pojedynczej
| Australian Open        | A   | A   | A   | A   | 1R  | 2R | 2R | QF | A   | A  | 1R | 1R | 1R | 2R | 2R | 1R | A   | 1R | 1R  | 0 / 12 | 8 – 12  |  |  |  |  |  |
| French Open            | A   | A   | A   | 2R  | A   | Q1 | 2R | QF | A   | Q2 | SF | 3R | 2R | 1R | 3R | 3R | 1R  | 1R | 2R  | 0 / 12 | 19 – 12 |  |  |  |  |  |
| Wimbledon              | A   | A   | A   | Q1  | A   | Q2 | 1R | 3R | A   | 2R | 3R | 3R | 2R | 1R | 2R | 1R | NH  | 2R | 1R  | 0 / 11 | 10 – 11 |  |  |  |  |  |
| US Open                | A   | A   | A   | 2R  | A   | 1R | 4R | QF | 1R  | 1R | 3R | 3R | 2R | 1R | 1R | 3R | A   | 2R | 1R  | 0 / 14 | 15 – 14 |  |  |  |  |  |
|                        |     |     |     |     |     |    |    |    |     |    |    |    |    |    |    |    |     |    |     |        |         |  |  |  |  |  |
| Ranking na koniec roku | 416 | 338 | 238 | 100 | 315 | 56 | 32 | 10 | 143 | 39 | 14 | 24 | 56 | 97 | 64 | 79 | 102 | 76 | 141 | 0 / 49 | 52 – 49 |  |  |  |  |  |

### Występy w grze podwójnej
| Australian Open        | A | A   | A | A   | A   | A  | 1R  | 1R | A   | A   | 2R | 1R  | 1R | QF | 1R  | 1R  | A   | A   | 3R  | 0 / 9  | 6 – 9   |  |  |  |  |  |  |
| French Open            | A | A   | A | A   | A   | A  | 1R  | 3R | A   | 1R  | 3R | 1R  | 2R | 2R | 1R  | 2R  | 1R  | A   | 1R  | 0 / 11 | 7 – 11  |  |  |  |  |  |  |
| Wimbledon              | A | A   | A | A   | A   | 1R | 1R  | 2R | A   | 2R  | SF | 1R  | 1R | 2R | 2R  | 1R  | NH  | A   | 2R  | 0 / 11 | 9 – 11  |  |  |  |  |  |  |
| US Open                | A | A   | A | A   | A   | 2R | 1R  | 2R | 1R  | 1R  | 1R | A   | 2R | 1R | 1R  | A   | A   | 2R  | A   | 0 / 10 | 4 – 10  |  |  |  |  |  |  |
|                        |   |     |   |     |     |    |     |    |     |     |    |     |    |    |     |     |     |     |     |        |         |  |  |  |  |  |  |
| Ranking na koniec roku | – | 494 | – | 412 | 235 | 84 | 241 | 85 | 230 | 113 | 49 | 147 | 97 | 80 | 280 | 292 | 317 | 132 | 296 | 0 / 41 | 26 – 41 |  |  |  |  |  |  |

### Występy w grze mieszanej
| Australian Open | A | A | A | A | A | A | A  | 1R | A  | A | A | A | A  | A | A | A | A  | A | A | 0 / 1 | 0 – 1 |  |  |  |  |  |  |
| French Open     | A | A | A | A | A | A | A  | A  | A  | A | A | A | A  | A | A | A | NH | A | A | 0 / 0 | 0 – 0 |  |  |  |  |  |  |
| Wimbledon       | A | A | A | A | A | A | 1R | 3R | A  | A | A | A | 1R | A | A | A | NH | A | A | 0 / 3 | 2 – 3 |  |  |  |  |  |  |
| US Open         | A | A | A | A | A | A | 1R | A  | 1R | A | A | A | A  | A | A | A | NH | A | A | 0 / 2 | 0 – 2 |  |  |  |  |  |  |
|                 |   |   |   |   |   |   |    |    |    |   |   |   |    |   |   |   |    |   |   |       |       |  |  |  |  |  |  |
|                 |   |   |   |   |   |   |    |    |    |   |   |   |    |   |   |   |    |   |   | 0 / 6 | 2 – 6 |  |  |  |  |  |  |

## Finały turniejów WTA
| Legenda                     | Legenda |
| --------------------------- | ------- |
| Wielki Szlem                |         |
| Igrzyska olimpijskie        |         |
| WTA Tour Championships      |         |
| WTA Tournament of Champions |         |
| 2009 – 2020                 |         |
| WTA Premier Mandatory       |         |
| WTA Premier 5               |         |
| WTA Premier                 |         |
| WTA International Series    |         |
| WTA 125K series (2012–2020) |         |
| od 2021                     |         |
| WTA 1000 (obowiązkowe)      |         |
| WTA 1000 (nieobowiązkowe)   |         |
| WTA 500                     |         |
| WTA 250                     |         |
| WTA 125                     |         |

### Gra pojedyncza 13 (7−6)
| Końcowy wynik | Nr | Data                | Turniej          | Nawierzchnia  | Przeciwniczka        | Wynik finału   |
| ------------- | -- | ------------------- | ---------------- | ------------- | -------------------- | -------------- |
| Zwyciężczyni  | 1. | 26 lipca 2009       | Bad Gastein      | Ceglana       | Raluca Olaru         | 6:2, 6:3       |
| Finalistka    | 1. | 19 czerwca 2010     | ’s-Hertogenbosch | Trawiasta     | Justine Henin        | 6:3, 3:6, 4:6  |
| Finalistka    | 2. | 8 stycznia 2011     | Brisbane         | Twarda        | Petra Kvitová        | 1:6, 3:6       |
| Zwyciężczyni  | 2. | 21 maja 2011        | Strasburg        | Ceglana       | Marion Bartoli       | 6:4, 1:0 krecz |
| Finalistka    | 3. | 9 października 2011 | Pekin            | Twarda        | Agnieszka Radwańska  | 5:7, 6:0, 4:6  |
| Finalistka    | 4. | 15 czerwca 2013     | Norymberga       | Ceglana       | Simona Halep         | 3:6, 3:6       |
| Finalistka    | 5. | 4 sierpnia 2013     | Waszyngton       | Twarda        | Magdaléna Rybáriková | 4:6, 6:7(2)    |
| Zwyciężczyni  | 3. | 6 kwietnia 2014     | Charleston       | Ceglana       | Jana Čepelová        | 7:5, 6:2       |
| Zwyciężczyni  | 4. | 13 lipca 2014       | Bad Gastein      | Ceglana       | Shelby Rogers        | 6:3, 6:3       |
| Zwyciężczyni  | 5. | 2 listopada 2014    | Sofia            | Twarda (hala) | Flavia Pennetta      | 1:6, 6:4, 6:3  |
| Zwyciężczyni  | 6. | 15 lutego 2015      | Antwerpia        | Twarda (hala) | Carla Suárez Navarro | walkower       |
| Finalistka    | 6. | 11 lipca 2021       | Hamburg          | Ceglana       | Elena-Gabriela Ruse  | 6:7(6), 4:6    |
| Zwyciężczyni  | 7. | 8 sierpnia 2021     | Kluż-Napoka      | Ceglana       | Majar Szarif         | 6:1, 6:1       |

### Gra podwójna 3 (1−2)
| Końcowy wynik | Nr | Data                | Turniej     | Nawierzchnia | Partnerka        | Przeciwniczki                     | Wynik finału |
| ------------- | -- | ------------------- | ----------- | ------------ | ---------------- | --------------------------------- | ------------ |
| Finalistka    | 1. | 26 lipca 2009       | Bad Gastein | Ceglana      | Tatjana Malek    | Andrea Hlaváčková Lucie Hradecká  | 2:6, 4:6     |
| Finalistka    | 2. | 9 stycznia 2016     | Brisbane    | Twarda       | Angelique Kerber | Martina Hingis Sania Mirza        | 5:7, 1:6     |
| Zwyciężczyni  | 1. | 3 października 2021 | Chicago     | Twarda       | Květa Peschke    | Caroline Dolehide Coco Vandeweghe | 6:3, 6:1     |